# Hans Eveslage

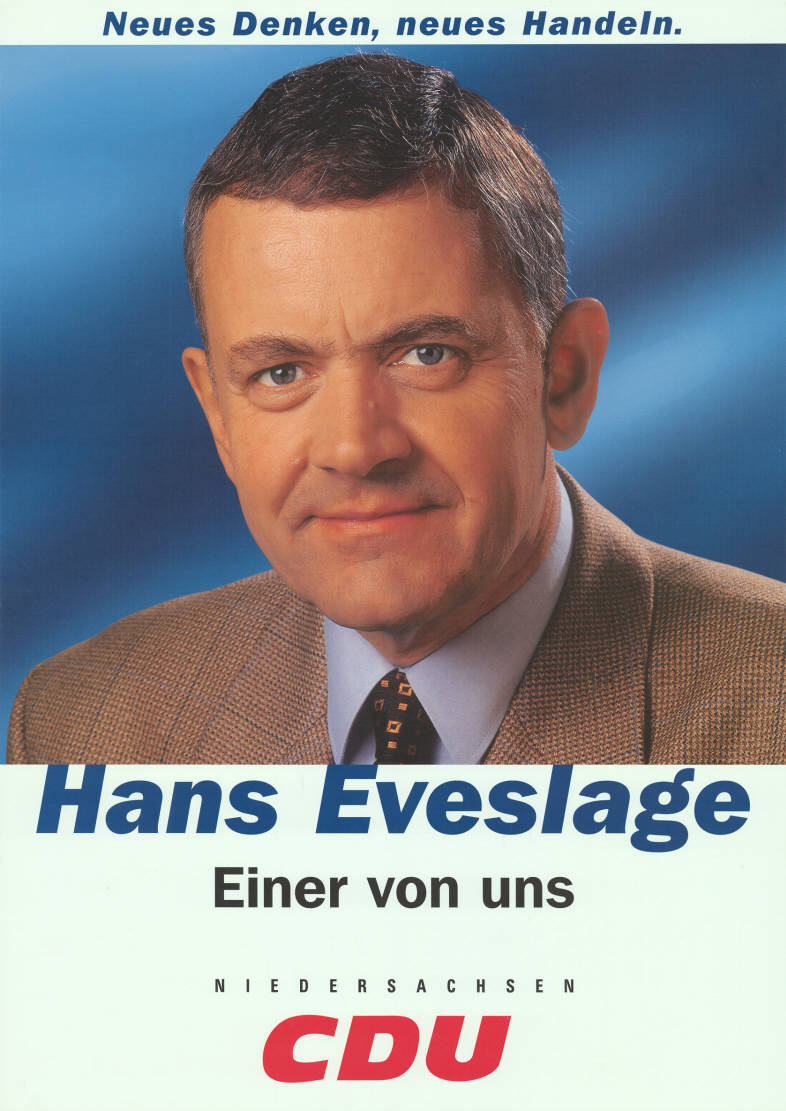
Hans Eveslage auf einem Landtagswahlplakat 1998

Hans Eveslage (* 21. Januar 1947 in Quakenbrück) ist ein deutscher Lehrer und Politiker (CDU). Er war von 2001 bis 2014 hauptamtlicher Landrat des Landkreises Cloppenburg.
Eveslage besuchte die Volksschule in Bevern und wechselte ab 1957 an das Clemens-August-Gymnasium in Cloppenburg. Sein Abitur legte er im Jahr 1966 ab. Nach seinem Schulabschluss begann er ein Studium der Pädagogik und Geschichte in Vechta an der Pädagogischen Hochschule Niedersachsen. Seit 1969 war er als Lehrer und Mitarbeiter in der Lehrerausbildung tätig. Im Jahr 1975 wurde er Schulleiter. Von 1978 bis zu seiner zur Wahl zum Mitglied des Niedersächsischen Landtages im Jahr 1986 war er Rektor der Grundschule Barßel.
Eveslage war zwischen 1965 und 1980 Mitglied der Jungen Union. Im Jahr 1972 wurde er Mitglied der CDU. Er war Mitglied des CDU-Landesvorstandes Oldenburg und des Vorstandes der CDU in Niedersachsen. Eveslage wurde Vorsitzender des Kuratoriums Stiftung „Niedersächsisches Freilichtmuseum - Museumsdorf Cloppenburg“ sowie Senator der Stiftung Niedersachsen. Im Jahr 1987 wurde er Präsident des Niedersächsischen Städte- und Gemeindebundes sowie Vizepräsident des Deutschen Städte- und Gemeindebundes. Ferner war er Mitglied des Ausschusses der Regionen der Europäischen Union.
Eveslage wurde im Jahr 1972 erstmals Ratsherr der Gemeinde Barßel und war hier von 1972 bis 1976 CDU-Fraktionsvorsitzender. Zwischen 1976 und 1994 war er gewählter Bürgermeister der Gemeinde Barßel. Zwischen 1981 und 1985 wurde er Abgeordneter des Kreistages des Landkreises Cloppenburg und Mitglied des Kreisausschusses. Von 2001 bis 2014 war er Landrat des Landkreises Cloppenburg.
Eveslage war Mitglied des Niedersächsischen Landtages vom 21. Juni 1986 bis zu seinem Ausscheiden nach seiner Wahl zum Landrat 2001. Er war stellvertretender Vorsitzender der CDU-Landtagsfraktion vom 6. Februar 1991 bis zum 20. Juni 1994. Ferner war er Vorsitzender des Ausschusses für Umweltfragen vom 27. Juni 1990 bis zum 16. Januar 1991.
Zur Landratswahl am 25. Mai 2014 trat er aus Altersgründen nicht erneut an. Zu seinem Nachfolger wurde Johann Wimberg gewählt.
Er ist Mitglied der katholischen Studentenverbindung K.St.V. Wittekind Vechta im KV.

## Quelle
- Barbara Simon: Abgeordnete in Niedersachsen 1946–1994. Biographisches Handbuch. Hrsg. vom Präsidenten des Niedersächsischen Landtages. Niedersächsischer Landtag, Hannover 1996, S. 92.